# 짱구는 못말려 극장판: 초시공! 태풍을 부르는 나의 신부
《짱구는 못말려 극장판: 초시공! 태풍을 부르는 나의 신부》(일본어: 映画クレヨンしんちゃん 超時空！嵐を呼ぶオラの花嫁→영화 크레용 신짱: 초시공! 폭풍을 부르는 나의 신부)는 2010년 4월 17일(토요일) 제작된 일본의 애니메이션 영화이다.

## 개요
우스이 요시토의 《주간 액션》에 연재된 만화 《크레용 신짱》을 원작으로 하여 제작된 TV시리즈 《짱구는 못말려》의 극장용 애니메이션 영화 시리즈 제18작이다. 대한민국에서는 대원미디어에서 수입하여 한국어 더빙만으로 어린이날에 맞추어 2011년 5월 5일(목요일)에 극장에서 개봉하였다. 더빙 과정에서 등장인물 및 지역명은 한국식 이름으로 사용하였다.

## 줄거리
머나먼 미래 거대 운석이 지구를 충돌하면서 세상은 폐허가 되었고 하늘에서는 햇빛이 사라져버렸다. 그래서 아침 시간에도 하늘에는 짙은 어둠만이 깔려 있었다. 그때 사업가 카네아리 마스조(황금왕)는 전기를 써서 불을 밝히는 화려한 도시 네오시티를 설립하며 세계 전부의 권력을 손에 넣었다. 하지만 지금의 네오시티의 탄생과 사람들의 환호성은 무척이나 비열하고, 사악해서 돈 많은 부자들만 우대할 뿐 가난한 서민들은 철저하게 냉대했고, 때문에 네오시티는 부자들이 많이 사는 중심지만 밝고 화려할 뿐 그 외의 곳은 어둠 속의 폐허, 빈민가로 전락하고 말았다. 청년이 된 신노스케(신짱구)는 자신의 오바카(바보) 파워를 이용해 어둠밖에 없는 하늘에 잃어버린 햇빛을 되찾으려고 했지만 이를 귀신같이 눈치챈 마스조(황금왕)에 의해 저지당하고 바이오 코팅이 되었다. 몸이 마비되기 직전 그녀는 약혼녀이자 마스조의 딸 타미코(황다미)에게 타임머신 장치를 건네주며 과거로 가서 5살의 자신을 데려와달라고 부탁한다. 이에 타미코는 곧바로 과거로 향한다.
현재 카스카베(떡잎) 마을 공원. 카스카베(떡잎마을) 방범대 아이들은 미래의 자신들은 어떻게 살고있을지 상상하며 미래놀이에 빠져있었다. 바로 그때, 난데없이 공원 한켠에 빛이 새어나오더니 타미코(황다미)가 나타난다. 그녀는 어른 신노스케(신짱구)가 위험하다며 신노스케(신짱구)를 데려가려 했지만 신노스케(신짱구)와 친구들의 눈에는 뜬금없이 나타나서 아이를 데려가려는 모르는 사람에 불과했다. 급기야는 멋대로 타임머신을 작동시키자 다른 친구들 역시 동시에 미래로 가게된다. 하지만 가던 도중 신노스케(신짱구)와 타미코(황다미)가 흩어져 도심 중심부가 아닌 이상한 빈민가에 떨어져 버린다. 그리고 장난삼아 궁금해하던 자신들의 미래를 보게 되는데 미래라는게 좋지만은 않았다. 유명한 만화가를 꿈꾸는 마사오(이훈이)는 연재를 시작한지 3주만에 만화가 짤리는 바람에 허름한 편의점이나 꾸리고 있었고 유명한 여배우를 꿈꾸던 네네(한유리)는 우메(나미리 선생님)와 비슷한 성격의 후타바(떡잎) 유치원 교사가 되어있었다. 희망대로 꿈을 이룬 사람이라고는 발명가가 된 보오(맹구)와 대기업 간부가 된 토오루(김철수)가 전부였다. 그런데 토오루(김철수)가 다니고 있는 회사는 하필이면 마스조(황금왕)가 세운 '카네아리(황금) 전자'였고 설상가상으로 마스조(황금왕)는 가장 돈을 잘 벌어오는 그에게 상을 준답시고 자기딸과 결혼하라고까지 한다. 이를 알게 된 신노스케(신짱구)는 미래의 약혼녀를 지키기 위해 어른이 된 카스카베(떡잎마을) 방범대와 지금의 친구들과 연합한다.

## 명대사
이 극장판에서 미래의 짱구 아빠가 말했던 말 중 교훈적 특성을 나타내는 명대사가 있다.
 "부모는 말이야 자식의 행복을 빌어줘야 되는 법이라고!!."— 미래의 짱구 아빠

## 등장인물

### 현재
- 노하라 신노스케(野原しんのすけ/ 신짱구)
- 카자마 토오루(風間トオル/ 김철수)
- 사쿠라다 네네(桜田 ネネ/ 한유리)
- 사토 마사오(佐藤マサオ/ 이훈이)
- 보오(ボーちゃん/ 이맹구)
- 시로(흰둥이)

### 미래
- 카네아리 타미코 (金有タミコ(かねあり タミコ)/ 황다미)

신노스케의 약혼녀. 어릴적부터 비열하고 사악한 아버지를 매우 싫어했다. 그래서 모두를 즐겁게 해주는 특유의 유쾌함을 가진 신노스케한테 첫눈에 반해 결혼을 약속했지만 아버지때문에 번번이 방해만 받고있다. 어느날, 신노스케가 바이오 코팅되기 직전에 남긴 부탁을 들어주기 위해 타임머신을 타고 5살의 신노스케를 데려왔지만 영화 중반, 아직 어린 신노스케가 위험한 일에 휘말리는걸 보고싶지 않았는지 토오루와 마음에도 없는 결혼을 올리려고 결심하기도 했다.
- 카네아리 마스조 (金有増蔵(かねあり ますぞう)/ 황금왕)

타미코의 아버지. 네오도쿄를 설립한 <카네아리 전기>의 사장. 모든걸 거느린 사업가이지만 지금의 네오시티의 탄생과 사람들의 환호성은 무척이나 비열해서 친딸인 타미코조차도 단지 회사를 위한 도구로만 여길 정도. 그런 딸이 자기 사업을 방해하는 신노스케와 결혼하겠다고 하는걸 눈뜨고 보고있을리가 없다. 그래서 자기네 직원들 중에서 가장 돈을 잘 벌어오는 토오루에게 상을 주듯 자기딸과 약혼시키려 했지만 결국 실패하고 각종 범죄혐의로 인해 체포당한다.
- 신부 희망 군단

마스조가 타미코를 잡아들이기 위해 고용한 신부 군단. 이름 그대로 결혼에 목을 매는 노처녀들로 구성되어 있다.
- 어른 신노스케

타미코의 약혼남이자 주인공 신노스케의 미래 직업은 영화배우/탤런트. 어떤 작전을 실행하기 위해 액션가면 변장을 하고 <카네아리 전기>에 잠입했다 마스조에게 발각되어 바이오 코팅된다. 그러다 나중에 5살 신노스케와 타미코의 노력으로 코팅이 풀렸는데 다른 인물들과는 달리 끝까지 얼굴이 공개되지 않았다.
- 어른 토오루

어릴적부터 영재교육을 받아온 천재답게 어른이 되어서도 대기업 간부로 성공했다. 마스조의 밑에서 일하고 있다. 어느날, 마스조로부터 일을 잘한 대가로 타미코와 결혼하라는 말을 듣고는 무척 당황한다.
- 어른 마사오

만화가의 꿈은 연재 3주만에 무참히 짓밟혔고 현재는 허름한 편의점이나 하며 살고있다. 인생이 망가진데다 세상도 험악해지다 보니 어릴때의 유약함은 온데간데없이 까칠한 성격으로 바뀌어 있었다.
- 어른 네네

후타바 유치원 교사. 마츠자카 우메를 쏙 빼닮은 까칠한 선생이 되어 있었다. 나중에 만난 5살의 네네에게 현실은 리얼 소꿉놀이보다 복잡하다는 충고를 한다.
- 어른 보오

발명가. 카스카베 방위대 중에서는 유일하게 카네아리 전기와 상관없이 자수성가한 인물.
- 어른 히마와리

숙녀로 성장한 히마와리. 미사에와 히로시의 언급에 의하면 공무원이 됐다고 하는데 나중에 밝혀진 그 공무원의 정체는 바로 인터폴.

## DVD
- 2010년 11월 26일(금요일) 반다이 비주얼에서 발매

## 해외 수출

### 대한민국
- 개봉 : 2011년 5월 5일(목요일)
- 관람등급 : 전체 관람가
- 러닝타임 : 100분
- 수입 : ㈜대원미디어
- 배급 : CJ ENM 영화부문(CJ 엔터테인먼트 명의 사용)
- 홍보 마케팅 : 이노기획
- 온라인 마케팅 : ㈜빅마우스 커뮤니케이션즈
- 디자인 : HAMMER
- 예고편 : ZOOM
- 저작권 보호 대행 : ㈜그레버티
- 홍보대사 : Dal★Shabet
- DVD 유통 : 챔프영상
- 공식 사이트 : https://web.archive.org/web/20110804180551/http://www.jjang-gu.co.kr/

#### 목소리 출연
- 박영남 : 신짱구
- 강희선 : 신짱구 엄마/이맹구
- 오세홍 : 신짱구 아빠
- 김성연 : 다미
- 온영삼 : 황금왕
- 현경수 : 어른 짱구 / 액션가면
- 장경희 : 흰둥이/한유리/어른 한유리/흰동이 가족
- 여민정 : 김철수/신짱아/어른 신짱아
- 정혜옥 : 이훈이
- 심규혁 : 어른 김철수
- 이경태 : 어른 이훈이/신부군단
- 김디도 : 어른 이맹구
- 이지현 : 신부 군단
- 이미나 :
- 김하영 :
- 김나율 :
- 이보희 :
- 조경이 :

## 갤러리

일본어 포스터일본어 포스터